# Zuzana Svozilová
Zuzana Svozilová (* 22. ledna 1989, Olomouc) je česká ploutvová plavkyně. Drží rekordy Česka na tratích 200, 400, 800 a 1500 metrů. V roce 2010 vyhrála závod světového poháru v Maďarsku..
V roce 2005 se ve francouzském letovisku La Ciotat stala juniorskou mistryní světa v závodě na 6 km. Rok poté získala stříbrnou medaili na Mistrovství světa juniorů na stejné trati.
Prozatím největšího úspěchu dosáhla v roce 2012, kdy v seniorské kategorii vybojovala druhé místo na Mistrovství Evropy v nejdelším závodě na 20 km.
V roce 2017 na Světových hrách ve Vratislavi skončila šestá na 400 m, když posunula český rekord na 3:20,86.